# Unicodeblock Lepcha
Der Unicodeblock Lepcha (U+1C00 bis U+1C4F) enthält die Zeichen der Lepcha-Schrift, einer Alphabetschrift, die von den Lepcha (auch Róng oder genauer Róng ríng), einer Volksgruppe im östlichen Himalaja, zur Notation ihrer die Muttersprache, des gleichnamigen Lepcha, verwendet wird. 

## Liste
| Unicodenummer | Zeichen (400 %) | Kategorie                               | Bidirektionale Klasse       | Offizielle Bezeichnung                | Beschreibung                            |
| ------------- | --------------- | --------------------------------------- | --------------------------- | ------------------------------------- | --------------------------------------- |
| U+1C00 (7168) | ᰀ               | anderer Buchstabe, Silbe oder Ideogramm | links nach rechts           | LEPCHA LETTER KA                      | Lepcha-Buchstabe Ka                     |
| U+1C01 (7169) | ᰁ               | anderer Buchstabe, Silbe oder Ideogramm | links nach rechts           | LEPCHA LETTER KLA                     | Lepcha-Buchstabe Kla                    |
| U+1C02 (7170) | ᰂ               | anderer Buchstabe, Silbe oder Ideogramm | links nach rechts           | LEPCHA LETTER KHA                     | Lepcha-Buchstabe Kha                    |
| U+1C03 (7171) | ᰃ               | anderer Buchstabe, Silbe oder Ideogramm | links nach rechts           | LEPCHA LETTER GA                      | Lepcha-Buchstabe Ga                     |
| U+1C04 (7172) | ᰄ               | anderer Buchstabe, Silbe oder Ideogramm | links nach rechts           | LEPCHA LETTER GLA                     | Lepcha-Buchstabe Gla                    |
| U+1C05 (7173) | ᰅ               | anderer Buchstabe, Silbe oder Ideogramm | links nach rechts           | LEPCHA LETTER NGA                     | Lepcha-Buchstabe Nga                    |
| U+1C06 (7174) | ᰆ               | anderer Buchstabe, Silbe oder Ideogramm | links nach rechts           | LEPCHA LETTER CA                      | Lepcha-Buchstabe Ca                     |
| U+1C07 (7175) | ᰇ               | anderer Buchstabe, Silbe oder Ideogramm | links nach rechts           | LEPCHA LETTER CHA                     | Lepcha-Buchstabe Cha                    |
| U+1C08 (7176) | ᰈ               | anderer Buchstabe, Silbe oder Ideogramm | links nach rechts           | LEPCHA LETTER JA                      | Lepcha-Buchstabe Ja                     |
| U+1C09 (7177) | ᰉ               | anderer Buchstabe, Silbe oder Ideogramm | links nach rechts           | LEPCHA LETTER NYA                     | Lepcha-Buchstabe Nya                    |
| U+1C0A (7178) | ᰊ               | anderer Buchstabe, Silbe oder Ideogramm | links nach rechts           | LEPCHA LETTER TA                      | Lepcha-Buchstabe Ta                     |
| U+1C0B (7179) | ᰋ               | anderer Buchstabe, Silbe oder Ideogramm | links nach rechts           | LEPCHA LETTER THA                     | Lepcha-Buchstabe Tha                    |
| U+1C0C (7180) | ᰌ               | anderer Buchstabe, Silbe oder Ideogramm | links nach rechts           | LEPCHA LETTER DA                      | Lepcha-Buchstabe Da                     |
| U+1C0D (7181) | ᰍ               | anderer Buchstabe, Silbe oder Ideogramm | links nach rechts           | LEPCHA LETTER NA                      | Lepcha-Buchstabe Na                     |
| U+1C0E (7182) | ᰎ               | anderer Buchstabe, Silbe oder Ideogramm | links nach rechts           | LEPCHA LETTER PA                      | Lepcha-Buchstabe Pa                     |
| U+1C0F (7183) | ᰏ               | anderer Buchstabe, Silbe oder Ideogramm | links nach rechts           | LEPCHA LETTER PLA                     | Lepcha-Buchstabe Pla                    |
| U+1C10 (7184) | ᰐ               | anderer Buchstabe, Silbe oder Ideogramm | links nach rechts           | LEPCHA LETTER PHA                     | Lepcha-Buchstabe Pha                    |
| U+1C11 (7185) | ᰑ               | anderer Buchstabe, Silbe oder Ideogramm | links nach rechts           | LEPCHA LETTER FA                      | Lepcha-Buchstabe Fa                     |
| U+1C12 (7186) | ᰒ               | anderer Buchstabe, Silbe oder Ideogramm | links nach rechts           | LEPCHA LETTER FLA                     | Lepcha-Buchstabe Fla                    |
| U+1C13 (7187) | ᰓ               | anderer Buchstabe, Silbe oder Ideogramm | links nach rechts           | LEPCHA LETTER BA                      | Lepcha-Buchstabe Ba                     |
| U+1C14 (7188) | ᰔ               | anderer Buchstabe, Silbe oder Ideogramm | links nach rechts           | LEPCHA LETTER BLA                     | Lepcha-Buchstabe Bla                    |
| U+1C15 (7189) | ᰕ               | anderer Buchstabe, Silbe oder Ideogramm | links nach rechts           | LEPCHA LETTER MA                      | Lepcha-Buchstabe Ma                     |
| U+1C16 (7190) | ᰖ               | anderer Buchstabe, Silbe oder Ideogramm | links nach rechts           | LEPCHA LETTER MLA                     | Lepcha-Buchstabe Mla                    |
| U+1C17 (7191) | ᰗ               | anderer Buchstabe, Silbe oder Ideogramm | links nach rechts           | LEPCHA LETTER TSA                     | Lepcha-Buchstabe Tsa                    |
| U+1C18 (7192) | ᰘ               | anderer Buchstabe, Silbe oder Ideogramm | links nach rechts           | LEPCHA LETTER TSHA                    | Lepcha-Buchstabe Tsha                   |
| U+1C19 (7193) | ᰙ               | anderer Buchstabe, Silbe oder Ideogramm | links nach rechts           | LEPCHA LETTER DZA                     | Lepcha-Buchstabe Dza                    |
| U+1C1A (7194) | ᰚ               | anderer Buchstabe, Silbe oder Ideogramm | links nach rechts           | LEPCHA LETTER YA                      | Lepcha-Buchstabe Ya                     |
| U+1C1B (7195) | ᰛ               | anderer Buchstabe, Silbe oder Ideogramm | links nach rechts           | LEPCHA LETTER RA                      | Lepcha-Buchstabe Ra                     |
| U+1C1C (7196) | ᰜ               | anderer Buchstabe, Silbe oder Ideogramm | links nach rechts           | LEPCHA LETTER LA                      | Lepcha-Buchstabe La                     |
| U+1C1D (7197) | ᰝ               | anderer Buchstabe, Silbe oder Ideogramm | links nach rechts           | LEPCHA LETTER HA                      | Lepcha-Buchstabe Ha                     |
| U+1C1E (7198) | ᰞ               | anderer Buchstabe, Silbe oder Ideogramm | links nach rechts           | LEPCHA LETTER HLA                     | Lepcha-Buchstabe Hla                    |
| U+1C1F (7199) | ᰟ               | anderer Buchstabe, Silbe oder Ideogramm | links nach rechts           | LEPCHA LETTER VA                      | Lepcha-Buchstabe Va                     |
| U+1C20 (7200) | ᰠ               | anderer Buchstabe, Silbe oder Ideogramm | links nach rechts           | LEPCHA LETTER SA                      | Lepcha-Buchstabe Sa                     |
| U+1C21 (7201) | ᰡ               | anderer Buchstabe, Silbe oder Ideogramm | links nach rechts           | LEPCHA LETTER SHA                     | Lepcha-Buchstabe Sha                    |
| U+1C22 (7202) | ᰢ               | anderer Buchstabe, Silbe oder Ideogramm | links nach rechts           | LEPCHA LETTER WA                      | Lepcha-Buchstabe Wa                     |
| U+1C23 (7203) | ᰣ               | anderer Buchstabe, Silbe oder Ideogramm | links nach rechts           | LEPCHA LETTER A                       | Lepcha-Buchstabe A                      |
| U+1C24 (7204) | ᰤ                | Markierung mit Extrabreite              | links nach rechts           | LEPCHA SUBJOINED LETTER YA            | tiefgestellter Lepcha-Buchstabe Ya      |
| U+1C25 (7205) | ᰥ                | Markierung mit Extrabreite              | links nach rechts           | LEPCHA SUBJOINED LETTER RA            | tiefgestellter Lepcha-Buchstabe Ra      |
| U+1C26 (7206) | ᰦ                | Markierung mit Extrabreite              | links nach rechts           | LEPCHA VOWEL SIGN AA                  | Lepcha-Vokalzeichen Aa                  |
| U+1C27 (7207) | ᰧ                | Markierung mit Extrabreite              | links nach rechts           | LEPCHA VOWEL SIGN I                   | Lepcha-Vokalzeichen I                   |
| U+1C28 (7208) | ᰨ                | Markierung mit Extrabreite              | links nach rechts           | LEPCHA VOWEL SIGN O                   | Lepcha-Vokalzeichen O                   |
| U+1C29 (7209) | ᰩ                | Markierung mit Extrabreite              | links nach rechts           | LEPCHA VOWEL SIGN OO                  | Lepcha-Vokalzeichen Oo                  |
| U+1C2A (7210) | ᰪ                | Markierung mit Extrabreite              | links nach rechts           | LEPCHA VOWEL SIGN U                   | Lepcha-Vokalzeichen U                   |
| U+1C2B (7211) | ᰫ                | Markierung mit Extrabreite              | links nach rechts           | LEPCHA VOWEL SIGN UU                  | Lepcha-Vokalzeichen Uu                  |
| U+1C2C (7212) | ᰬ                | Markierung ohne Extrabreite             | Markierung ohne Extrabreite | LEPCHA VOWEL SIGN E                   | Lepcha-Vokalzeichen E                   |
| U+1C2D (7213) | ᰭ                | Markierung ohne Extrabreite             | Markierung ohne Extrabreite | LEPCHA CONSONANT SIGN K               | Lepcha-Konsonantenzeichen K             |
| U+1C2E (7214) | ᰮ                | Markierung ohne Extrabreite             | Markierung ohne Extrabreite | LEPCHA CONSONANT SIGN M               | Lepcha-Konsonantenzeichen M             |
| U+1C2F (7215) | ᰯ                | Markierung ohne Extrabreite             | Markierung ohne Extrabreite | LEPCHA CONSONANT SIGN L               | Lepcha-Konsonantenzeichen L             |
| U+1C30 (7216) | ᰰ                | Markierung ohne Extrabreite             | Markierung ohne Extrabreite | LEPCHA CONSONANT SIGN N               | Lepcha-Konsonantenzeichen N             |
| U+1C31 (7217) | ᰱ                | Markierung ohne Extrabreite             | Markierung ohne Extrabreite | LEPCHA CONSONANT SIGN P               | Lepcha-Konsonantenzeichen P             |
| U+1C32 (7218) | ᰲ                | Markierung ohne Extrabreite             | Markierung ohne Extrabreite | LEPCHA CONSONANT SIGN R               | Lepcha-Konsonantenzeichen R             |
| U+1C33 (7219) | ᰳ                | Markierung ohne Extrabreite             | Markierung ohne Extrabreite | LEPCHA CONSONANT SIGN T               | Lepcha-Konsonantenzeichen T             |
| U+1C34 (7220) | ᰴ                | Markierung mit Extrabreite              | links nach rechts           | LEPCHA CONSONANT SIGN NYIN-DO         | Lepcha-Konsonantenzeichen Nyin-Do       |
| U+1C35 (7221) | ᰵ                | Markierung mit Extrabreite              | links nach rechts           | LEPCHA CONSONANT SIGN KANG            | Lepcha-Konsonantenzeichen Kang          |
| U+1C36 (7222) | ᰶ                | Markierung ohne Extrabreite             | Markierung ohne Extrabreite | LEPCHA SIGN RAN                       | Lepcha-Konsonantenzeichen Ran           |
| U+1C37 (7223) | ᰷                | Markierung ohne Extrabreite             | Markierung ohne Extrabreite | LEPCHA SIGN NUKTA                     | Lepcha-Konsonantenzeichen Nukta         |
| U+1C3B (7227) | ᰻               | andere Interpunktion                    | links nach rechts           | LEPCHA PUNCTUATION TA-ROL             | Lepcha-Interpunktion Ta-Rol             |
| U+1C3C (7228) | ᰼               | andere Interpunktion                    | links nach rechts           | LEPCHA PUNCTUATION NYET THYOOM TA-ROL | Lepcha-Interpunktion Nyet Thyoom Ta-Rol |
| U+1C3D (7229) | ᰽               | andere Interpunktion                    | links nach rechts           | LEPCHA PUNCTUATION CER-WA             | Lepcha-Interpunktion Cer-Wa             |
| U+1C3E (7230) | ᰾               | andere Interpunktion                    | links nach rechts           | LEPCHA PUNCTUATION TSHOOK CER-WA      | Lepcha-Interpunktion Tshook Cer-Wa      |
| U+1C3F (7231) | ᰿               | andere Interpunktion                    | links nach rechts           | LEPCHA PUNCTUATION TSHOOK             | Lepcha-Interpunktion Tshook             |
| U+1C40 (7232) | ᱀               | Dezimalziffer                           | links nach rechts           | LEPCHA DIGIT ZERO                     | Lepcha-Ziffer Null                      |
| U+1C41 (7233) | ᱁               | Dezimalziffer                           | links nach rechts           | LEPCHA DIGIT ONE                      | Lepcha-Ziffer Eins                      |
| U+1C42 (7234) | ᱂               | Dezimalziffer                           | links nach rechts           | LEPCHA DIGIT TWO                      | Lepcha-Ziffer Zwei                      |
| U+1C43 (7235) | ᱃               | Dezimalziffer                           | links nach rechts           | LEPCHA DIGIT THREE                    | Lepcha-Ziffer Drei                      |
| U+1C44 (7236) | ᱄               | Dezimalziffer                           | links nach rechts           | LEPCHA DIGIT FOUR                     | Lepcha-Ziffer Vier                      |
| U+1C45 (7237) | ᱅               | Dezimalziffer                           | links nach rechts           | LEPCHA DIGIT FIVE                     | Lepcha-Ziffer Fünf                      |
| U+1C46 (7238) | ᱆               | Dezimalziffer                           | links nach rechts           | LEPCHA DIGIT SIX                      | Lepcha-Ziffer Sechs                     |
| U+1C47 (7239) | ᱇               | Dezimalziffer                           | links nach rechts           | LEPCHA DIGIT SEVEN                    | Lepcha-Ziffer Sieben                    |
| U+1C48 (7240) | ᱈               | Dezimalziffer                           | links nach rechts           | LEPCHA DIGIT EIGHT                    | Lepcha-Ziffer Acht                      |
| U+1C49 (7241) | ᱉               | Dezimalziffer                           | links nach rechts           | LEPCHA DIGIT NINE                     | Lepcha-Ziffer Neun                      |
| U+1C4D (7245) | ᱍ               | anderer Buchstabe, Silbe oder Ideogramm | links nach rechts           | LEPCHA LETTER TTA                     | Lepcha-Buchstabe Tta                    |
| U+1C4E (7246) | ᱎ               | anderer Buchstabe, Silbe oder Ideogramm | links nach rechts           | LEPCHA LETTER TTHA                    | Lepcha-Buchstabe Ttha                   |
| U+1C4F (7247) | ᱏ               | anderer Buchstabe, Silbe oder Ideogramm | links nach rechts           | LEPCHA LETTER DDA                     | Lepcha-Buchstabe Dda                    |